# Ессекс (Массачусетс)
Ессекс (англ. Essex) — місто (англ. town) в США, в окрузі Ессекс штату Массачусетс. Населення — 3675 осіб (2020).

## Демографія
Згідно з переписом 2010 року, у місті мешкали 3504 особи в 1402 домогосподарствах у складі 918 родин. Було 1600 помешкань
Расовий склад населення:
| - 97,2 % — білих - 1,0 % — азіатів - 0,3 % — чорних або афроамериканців - 0,1 % — корінних американців |

До двох чи більше рас належало 1,1 %. Частка іспаномовних становила 1,3 % від усіх жителів.
За віковим діапазоном населення розподілялося таким чином: 23,5 % — особи молодші 18 років, 62,5 % — особи у віці 18—64 років, 14,0 % — особи у віці 65 років та старші. Медіана віку мешканця становила 44,3 року. На 100 осіб жіночої статі у місті припадало 100,1 чоловіків;  на 100 жінок у віці від 18 років та старших — 98,0 чоловіків також старших 18 років.
Середній дохід на одне домашнє господарство  становив 131 697 доларів США (медіана — 109 327), а середній дохід на одну сім'ю — 148 072 долари (медіана — 121 736). Медіана доходів становила 84 038 доларів для чоловіків та 58 182 долари для жінок. За межею бідності перебувало 6,2 % осіб, у тому числі 6,6 % дітей у віці до 18 років та 11,8 % осіб у віці 65 років та старших.
Цивільне працевлаштоване населення становило 1807 осіб. Основні галузі зайнятості: освіта, охорона здоров'я та соціальна допомога — 23,9 %, науковці, спеціалісти, менеджери — 17,0 %, будівництво — 10,0 %, виробництво — 9,4 %.